# Герхард IV (граф Юлиха)

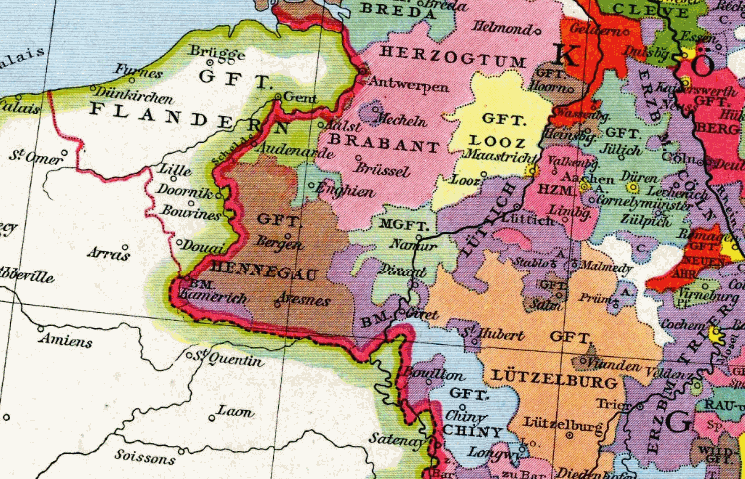
Графство Юлих на карте северо-западной Германии

Герхард IV (нем. Gerhard IV. von Jülich; ум. после 2 мая 1131) — граф Юлиха.
Установление дат рождения, вступления на престол и смерти затруднены тем, что и отец Герхарда IV (Герхард III), и его сын носили одно имя.
Наследовал графство между 1118 и 1124 годом. О правлении практически ничего не известно.
Имя и происхождение жены не установлены. Сын:
- Герхард (ум. между 5 марта 1143 и 4 февраля 1144) — граф Юлиха, упоминается с этим титулом в документах от 14 сентября 1141 и 5 марта 1143 года. По неизвестным причинам в официальный список правителей Юлиха не включен. Там Герхардом V считается правивший в 1297—1328 сын Вальрама Юлихского. Иногда Герхард IV и его одноименный сын считаются одним человеком (и на это есть определённые основания).

Вероятно (хотя документальных подтверждений этому нет), сыном Герхарда IV был Вильгельм I, граф Юлиха в 1142—1176 годах.